# Râul Fundătura, Borșa
Râul Fundătura este un curs de apă, afluent al râului Borșa. 